# Sarriés/Sartze
Sarriés/Sartze (spanisch Sarriés, baskisch Sartze) ist ein Ort und eine Gemeinde im baskischsprachigen Teil der Autonomen Gemeinschaft Navarra mit 59 Einwohnern (Stand: 2024). Neben dem Hauptort Sartze (Sarriés) besteht die Gemeinde aus der Ortschaft Ibilcieta.

## Lage
Sarriés/Sartze liegt etwa 458 Kilometer östlich von Pamplona nahe der Grenze zwischen Frankreich und Spanien in einer Höhe von ca. 690 m.

## Sehenswürdigkeiten
- Martinskirche in Sarriés
- Luzienkapelle in Ibilcieta